# Eagle Aviation
A Eagle Aviation é uma companhia aérea de Uganda com sede em Kampala (Uganda).

## Histórico
Estabelecida em junho de 1994, as operações aéreas da Eagle começaram apenas em novembro do mesmo ano. A empresa pertence aos empresários Tony Rumbobora, diretor executivo, e Charles Muthama, presidente. Até março de 2011, a empresa contava com mais de 50 empregados. Em 2006, a empresa deu início às operações aéreas em parques nacionais de Uganda.

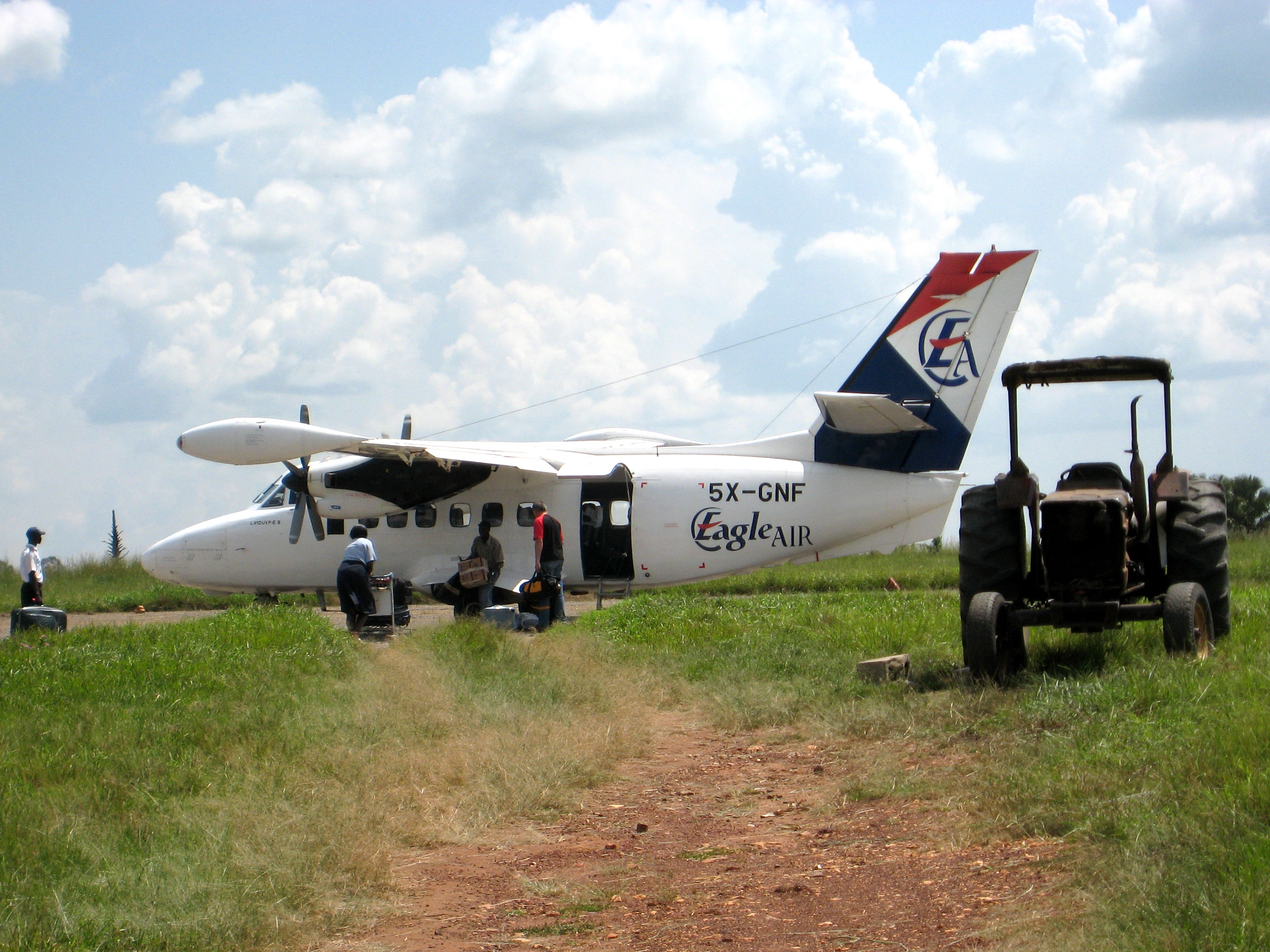
Avião do modelo LET L-410 pertencente à Eagle Air

Sudão do Sul, no entanto, baniu a empresa de operar no aertoporto de Yei, alegando que Eagle violou as regulamentações de aviação. Em 2008, as operações da empresa foram suspensas devido à escassez de combustível em Uganda. Em 2001, um acidente envolvendo a empresa de aviação matou dois líderes rebeldes do Congo.